# La fiesta terminó
«La fiesta terminó» es una canción interpretada por la cantante española Paloma San Basilio, y con la que representó a España en el XXX Festival de la Canción de Eurovisión celebrado en la ciudad sueca de Gotemburgo.

## Descripción
Balada romántica, referida al final de una relación amorosa de pareja. 
El tema obtuvo 36 puntos (12 de Turquía, 2 de Irlanda, 8 de Finlandia, 1 de Chipre, 2 de Portugal, 4 del Reino Unido, 1 de Luxemburgo y 6 de Grecia) y quedó en decimocuarta posición.